# Cultura de la exageración
El término cultura de la exageración o cultura hype (en inglés abreviatura de hyperbole, hipérbole), se refiere a una tendencia dentro de sociedad de consumo contemporánea, que corresponde a la búsqueda constante de la última "gran novedad". Este fenómeno circula en torno al concepto de expectativa, más precisamente se caracteriza por una actitud de expectativas excesivas y positivas que los consumidores atribuyen a productos, servicios o avances tecnológicos que aún no han sido lanzados.
Hype es un término ampliamente utilizado para describir la exageración, la distorsión y la amplificación innecesaria de la información asociada con la innovación. La misma no sólo afecta al objetivo de las prácticas de exageración, que es el consumidor final que compra el producto después del lanzamiento, sino que también tiene consecuencias a la hora de establecer cómo se comportan los productores y los medios de comunicación cuando se trata de productos o servicios innovadores.

## Concepto
La cultura del hype es sinónimo del deseo de obtener la última novedad . La novedad se considera una característica central en la cultura de consumo contemporánea, especialmente en la dinámica de la moda en la modernidad, como lo sugiere Georg Simmel . La cultura de la exageración también puede estar relacionada con el consumo ostentoso, un concepto propuesto por Thorstein Veblen . Según la teoría de Veblen, las personas consumen de forma ostentosa por dos razones principales: la primera, para ser reconocidos por sus pares, y la segunda, para alcanzar un estatus social más alto en la sociedad. Ambos elementos reflejan la cultura y la clase social o económica en la que residen los consumidores.

### Expectativas de los consumidores
La cultura de la exageración está estrictamente relacionada con el concepto de expectativa. En sociología, la expectativa se define como una idea sobre el futuro que se crea y se difunde a través de la interacción social . El entusiasmo por un producto, servicio o tecnología futura se basa tanto en las expectativas individuales como en las expectativas colectivas (o compartidas). Individualmente, la expectativa se establece a partir del conocimiento y familiaridad con el producto o servicio de interés, y continúa a través del tiempo bajo la forma de un conflicto entre juicios perceptuales (juicios hechos sobre nueva información) y experiencia previa (juicios hechos previamente, relacionados con información previa). Una expectativa colectiva, en cambio, está formada por imaginarios compartidos: formas de vida social y de orden social centradas en el desarrollo de la innovación. Sin embargo, una expectativa compartida no está desconectada de las expectativas individuales, sino que se construye en torno a estas últimas a través de la interacción social y la cobertura mediática.
La cultura de la publicidad y las expectativas colectivas son consecuentes: la publicidad exagerada creada en torno a una innovación, especialmente cuando se hace desde las primeras etapas de desarrollo, establece un vínculo con los consumidores objetivo creando una expectativa compartida. Estas expectativas evolucionan a medida que la innovación se desarrolla, formando "comunidades de promesa", atrayendo a actores sociales, periodistas y líderes de opinión que no desean ser excluidos de dichas interacciones.
La exageración se genera cuando el mecanismo natural de las expectativas se infla. La inflación es inducida tanto por estrategias publicitarias (como tráilers, demostraciones o adelantos) como por la cobertura mediática sobre la innovación en cuestión.

### Ciclos de exageración para productos, servicios y nuevas tecnologías
Inspirado por las curvas de "nivel de exageración" y "nivel de madurez de ingeniería o empresarial", Gartner estableció el modelo de ciclo de exageración en 1995.  Este modelo explica que las empresas son conscientes del revuelo y las expectativas generadas por los próximos productos o tecnologías y construyen estrategias para maximizar sus ganancias de acuerdo a esta expectativa que crearon. Los especialistas en marketing utilizan técnicas específicas para estimular la expectación, como el ciclo de expectación de Gartner, que describe la progresión típica de una tecnología emergente, desde el entusiasmo excesivo de los usuarios y los medios, pasando por un período de desilusión, hasta una comprensión final de la relevancia y el papel de la tecnología en un mercado o dominio.
Se pueden distinguir cinco fases: 
- Detonante de innovación: cuando se realiza el primer anuncio público sobre el producto. Se inicia el revuelo y los medios empiezan a hablar de ello.
- Pico de expectativas infladas: la cobertura mediática y las discusiones sobre el producto impulsan las expectativas.
- Valle de desilusión: la publicidad creada en torno al producto no se corresponde con su rendimiento. Actualmente, los debates públicos y la cobertura mediática están creando una expectativa negativa.
- Pendiente de iluminación: se mejora la tecnología y el producto alcanza un rendimiento real.
- Meseta de productividad: ahora que el producto ha sido mejorado, es adoptado por el público.

Un ejemplo relevante de ese ciclo lo podría ilustrar la compañía Apple, que insiste mucho en la parte de marketing y diseño, creando un hype internacional alrededor de sus productos y, más aún, de su “concepto” que en la eficacia real de los nuevos productos.
Este ciclo de exageración teorizado por Gartner es actualmente criticado por algunos académicos. Otros investigadores quieren mejorarlo con relaciones de modelos matemáticos, de modo que el modelo pueda operacionalizar cuantitativamente sus análisis. 

## Comunidades de fans
La creciente visibilidad y accesibilidad del fandom en la era de los medios digitales desafía las nociones del fandom como excepcional y distinto del "público normal". La continuidad de las formas de productividad de los fans, que en las últimas dos décadas a menudo han migrado a Internet, cambió drásticamente las culturas de los fans. Mejoró su visibilidad y accesibilidad, de modo que los fans construyen sus objetos de fan a partir de un "campo de gravedad textual" compuesto por diferentes episodios, avances y narrativas a través de sus experiencias y expectativas. Además, existe otro lado de este caso que se llama "anti-fans" en las comunidades de fandom. Los antifanáticos pueden haber sido fanáticos en el pasado, pero se han sentido decepcionados por el objeto fanático. Detrás del desagrado, al fin y al cabo, siempre hay expectativas. Cuando tales expectativas no se cumplen, pueden surgir grupos anti-fanáticos.

## Industria de los medios y el entretenimiento
La idea de la cultura del hype en la industria del entretenimiento se basa en un flujo explosivo de información, realizado dentro de una red, en el que los usuarios expresan sus propias preferencias u opiniones sobre un producto o servicio.  Por este motivo, el boca a boca online puede tener una influencia decisiva en la elección del consumidor final. Esto se amplifica gracias a la publicidad online, blogs o reseñas en línea .
La exageración puede generar grandes expectativas en las personas, afectando negativamente a los consumidores en caso de que el producto final no cumpla con las expectativas creadas antes del lanzamiento. Esto sucede principalmente dentro de las comunidades de fans creadas en plataformas de redes sociales como Facebook, Reddit, etc.
Los efectos del hype en la cultura de consumo contemporánea pueden considerarse un "arma de doble filo", porque las expectativas del consumidor ante el lanzamiento de un nuevo producto pueden cumplirse, pero si no se gestiona adecuadamente una estrategia de comunicación o marketing, esto puede llevar a una decepción general con el consiguiente daño a la imagen de la marca o del propio producto. Existen varios ejemplos de este efecto en la historia de la industria cinematográfica y de los videojuegos.
En la industria del entretenimiento occidental contemporánea, el concepto de pedido anticipado está asociado con la tendencia de la cultura de la exageración. Los vendedores y minoristas utilizan esta táctica con la intención de crear un valor esperado creciente del producto que aún no se ha lanzado. La posibilidad de adquirir un nuevo producto tiende a generar en la mente del consumidor la sensación de ser parte de una comunidad exclusiva. 
Un ejemplo reciente de este concepto es el caso de Cyberpunk 2077, un juego que había estado generando expectación durante casi una década. Tras el lanzamiento, muchos clientes decepcionados exigieron reembolsos a los distribuidores, quienes abrumaron a los representantes de servicio al cliente de Sony e incluso cerraron brevemente uno de sus sitios corporativos. En respuesta, Sony y Microsoft dijeron que ofrecerían reembolsos completos a cualquiera que haya comprado el videojuego a través de sus tiendas en línea. Pero también es una historia que los expertos dijeron haber visto venir durante meses, basándose en el historial de desarrollo de juegos de CD Projekt Red y las señales de advertencia de que Cyberpunk 2077 podría no estar a la altura de sus altísimas expectativas. Dicho esto, 3 años después del lanzamiento, el juego realmente logró estar a la altura de las expectativas y las expectativas.
A veces el bombo publicitario se utiliza deliberadamente. En la industria del cine y las series de televisión, las empresas suelen utilizar diversas técnicas de marketing en los tráilers para generar expectación y atraer más atención. En la película Godzilla de 2014, por ejemplo, los productores agregaron al actor Bryan Cranston, después de su exitoso papel protagónico en la serie de AMC Breaking Bad, usando a su personaje Joe Brody en cada tráiler para generar expectativa. A pesar de eso, en la versión estrenada de la película, la gente quedó decepcionada al darse cuenta de que su personaje muere en el primer tercio de la película.